# Гречишкін Дмитро Володимирович
Дмитро́ Володи́мирович Гречи́шкін (нар. 22 вересня 1991, Сєвєродонецьк, Луганська область, Україна) — український футболіст, опорний півзахисник турецького клубу «Генчлербірлігі».
Відомий також виступами у складі таких українських футбольних клубів, як «Іллічівець» з Маріуполя, «Чорноморець» з Одеси, «Зоря» з міста Луганська та «Шахтар» із міста Донецька. За час свої кар'єри у складі цих команд Дмитро став золотим призером Прем'єр-ліги чемпіонату України у сезоні 2012–2013, а також володарем суперкубку України у розіграші 2013.

## Життєпис

### Перші роки
Дмитро Володимирович Гречишкін народився 22 вересня 1991 року в українському місті Сєвєродонецьк, Луганської області. Почав виступати у дитячо-юнацькій футбольній лізі України у складі дитячої команди футбольного клубу «Юність» з міста Луганськ, де відіграв у 2004 році шість матчів. Свій перший матч у лізі юнак відіграв 18 квітня 2004 року проти одноліток з дитячої школи футбольного клубу Ворскла з міста Полтава. У тому матчі луганчани виграли з розгромним рахунком полтавчан 4:1. Так відігравши майже усю весну, у наступному сезоні восени перейшов до дитячої команди «Олімпік-УОР» з міста Донецьк. Там, хлопець вперше вийшов на футбольне поле 5 вересня 2004 року проти однолітків з футбольного клубу «Металург» з того ж міста. У тому матчі «Олімпік» виграв «металургів» з розгромним рахунком — 5:0. А перший гол Дмитро забив вже 19 вересня того ж року у матчі проти дитячої команди українського футбольного клубу «Іллічівець» з міста Маріуполь, який донеччани виграли з таким же розгромним рахунком — 5:0. У тому ж матчі Гречишкін забив ще один гол, зробивши дубль.
13 травня 2007 року, під час виступу за «Хімік», вийшов на заміну в матчі проти «Вагонобудівника» і оформив дубль. Тоді Гречишкін став наймолодшим гравцем в історії чемпіонату Луганської області і наймолодшим гравцем, якому вдалося там забити.

### Клубна кар'єра

#### «Шахтар» та «Іллічівець»
Влітку 2008 року перейшов в донецький «Шахтар». Провівши кілька матчів у ДЮФЛ за «Шахтар» перейшов у дубль команди, який виступав у молодіжній першості України. На початку Гречишкін виходив на заміну та поступово став основним гравцем дубля. У сезоні 2008–2009 разом з «Шахтарем» вперше виграв молодіжний чемпіонат. У наступному сезоні 2009–2010 «Шахтар» став срібним призером молодіжної першості, поступившись першим місцем львівським «Карпатам». За два з половиною роки проведені в дублі «Шахтаря» Дмитро Гречишкін провів 64 матчі та забив 1 м'яч.
Після того як Валерій Яремченко, екс-тренер дубля «Шахтаря», очолив маріупольський «Іллічівець», Гречишкін перейшов в стан «азовців», разом з групою гравців з дубля «Шахтаря». В Прем'єр-лізі дебютував 4 березня 2011 року у виїзному матчі проти запорізького «Металурга» (0:4), Гречишкін відіграв всю гру і отримав жовту картку в цьому поєдинку. За підсумками сезону 2010—2011 «Іллічівець» зайняв 14 місце в чемпіонаті України і зміг врятуватися від вильоту в Першу лігу. В останньому матчі сезону проти київського «Динамо» (3:2), «Іллічівець» по ходу матчу програючи два м'ячі зміг забити три голи і завдяки набраним трьом очкам клуб залишився в Прем'єр-лізі. За словами Яремченко: Гречишкін був найкращим у першому таймі матчу. Після цього влітку 2012 року підписав повноцінний контракт з маріупольцями.
Проте вже 5 лютого 2013 року повернувся до Донецька, підписавши п'ятирічний контракт з «Шахтарем». Дебютував за «Шахтар» у матчі 21 туру Чемпіонату України 2012–2013 проти «Чорноморця». У команді провів увесь 2013 рік, але виходив нерегулярно і закріпитись в основному складі не зумів, через що в січні 2014 року знову був відданий в оренду в «Іллічівець» на рік

#### «Чорноморець»
25 липня 2014 року уродженець Луганщини підписав контракт на правах оренди з іншим українським футбольним клубом — «Чорноморець» з міста Одеса. Контракт було розраховано на один рік і півзахисник обрав собі 24 номер на футболці.

#### «Зоря»
У червні 2015 на правах оренди перейшов до луганської «Зорі». У грудні 2017 року Гречишкін повернувся до «Шахтаря».

#### «Олександрія»
Наприкінці вересня 2018 року став гравцем «Олександрії», підписавши контракт до 30 червня 2019 року.

#### Статистика виступів

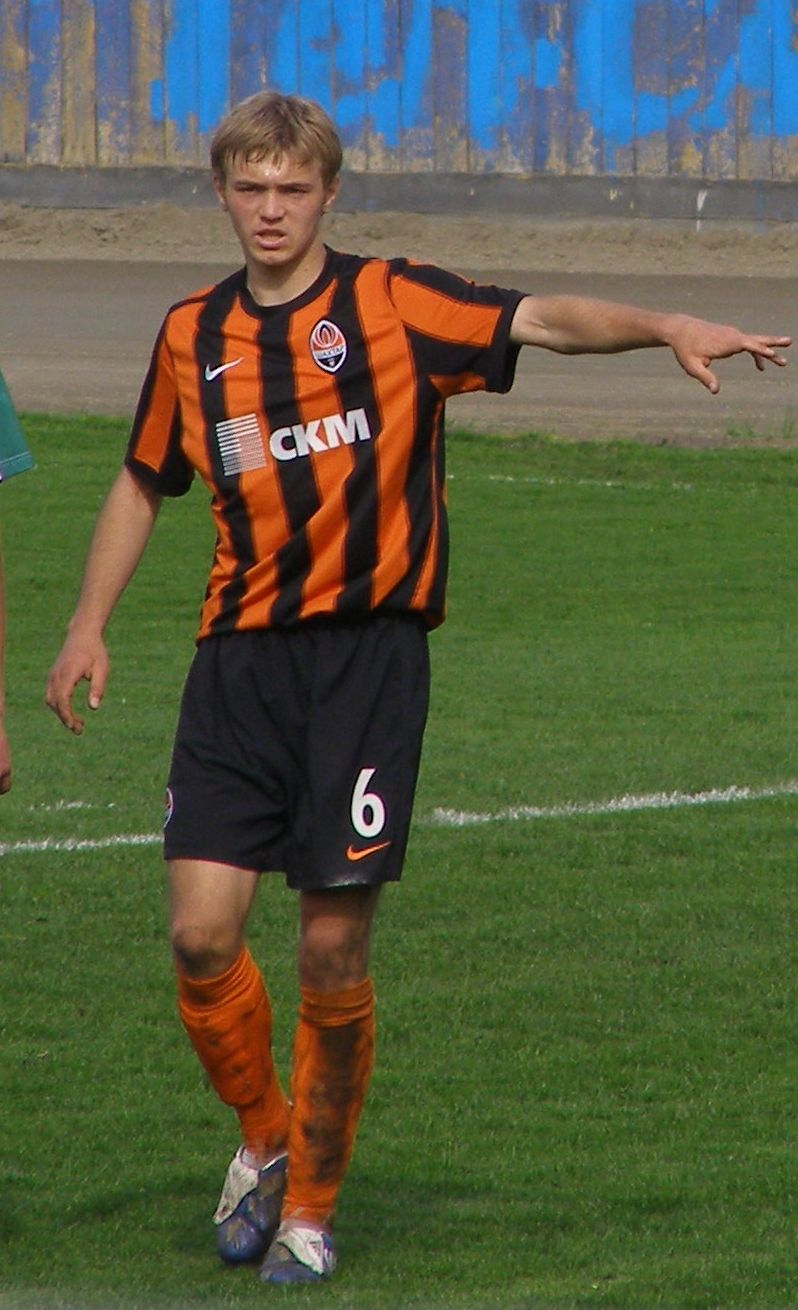
Дмитро Гречишкін у складі молодіжної команди «Шахтаря». 14 квітня 2010 року

| «Чорноморець» О                                                                              | ПЛ                | 14-15             | 16 | 0 | 0 | 3 | 0 | 0 | —     | —   | —   | —   | 19  | 0 | 0 |
| «Чорноморець» О                                                                              | Всього            | Всього            | 1  | 0 | 0 | 0 | 0 | 0 |       | —   | —   | —   | 1   | 0 | 0 |
| «Іллічівець»                                                                                 | ПЛ                | 13-14             | 10 | 0 | 1 | 0 | 0 | 0 | —     | —   | —   | —   | 10  | 0 | 1 |
| «Іллічівець»                                                                                 | Всього            | Всього            | 10 | 0 | 1 | 0 | 0 | 0 |       | —   | —   | —   | 10  | 0 | 1 |
| «Шахтар» Д                                                                                   | ПЛ                | 13-14             | 7  | 1 | 0 | 1 | 0 | 0 | ПД+СУ | 1+1 | 0+0 | ?+0 | 10  | 1 | ? |
| «Шахтар» Д                                                                                   | ПЛ                | 12-13             | 7  | 0 | 0 | 0 | 0 | 0 | ПД    | 6   | 0   | ?   | 13  | 0 | ? |
| «Шахтар» Д                                                                                   | Всього            | Всього            | 14 | 1 | 0 | 1 | 0 | 0 |       | 8   | 0   | ?   | 23  | 1 | ? |
| «Іллічівець»                                                                                 | ПЛ                | 12-13             | 15 | 1 | 0 | 1 | 1 | 0 | ПД    | 2   | 1   | ?   | 18  | 3 | ? |
| «Іллічівець»                                                                                 | ПЛ                | 11-12             | 3  | 0 | 0 | 1 | 0 | 0 | МП    | 12  | 0   | ?   | 16  | 0 | ? |
| «Іллічівець»                                                                                 | ПЛ                | 10-11             | 8  | 0 | 0 | 0 | 0 | 0 | —     | —   | —   | —   | 8   | 0 | 0 |
| «Іллічівець»                                                                                 | Всього            | Всього            | 26 | 1 | 0 | 2 | 1 | 0 |       | 14  | 1   | ?   | 42  | 3 | ? |
| «Шахтар» Д                                                                                   | ПЛ                | 10-11             | 0  | 0 | 0 | 0 | 0 | 0 | ПД    | 17  | 0   | ?   | 17  | 0 | ? |
| «Шахтар» Д                                                                                   | ПЛ                | 09-10             | 0  | 0 | 0 | 0 | 0 | 0 | ПД    | 27  | 1   | ?   | 27  | 1 | ? |
| «Шахтар» Д                                                                                   | ПЛ                | 08-09             | 0  | 0 | 0 | 0 | 0 | 0 | ПД    | 20  | 0   | ?   | 20  | 0 | ? |
| «Шахтар» Д                                                                                   | Всього            | Всього            | 0  | 0 | 0 | 0 | 0 | 0 |       | 64  | 1   | ?   | 64  | 1 | ? |
| Всього за кар'єру                                                                            | Всього за кар'єру | Всього за кар'єру | 66 | 2 | 1 | 6 | 1 | 0 |       | 86  | 2   | ?   | 158 | 5 | 1 |
| ПЛ — Прем'єр-ліга; ПД — першість дублерів; МП — молодіжна першість; СУ — суперкубок України. |                   |                   |    |   |   |   |   |   |       |     |     |     |     |   |   |
| Останнє оновлення 29 липня 2014                                                              |                   |                   |    |   |   |   |   |   |       |     |     |     |     |   |   |

### Збірна
З 2008 по 2009 рік виступав у складі юнацької збірної України до 19 років та провів 16 матчів.
У січні 2009 року був викликаний Анатолієм Бузником на Меморіал Валентина Гранаткіна. Тоді Україна (U-19) стала бронзовим призером, у матчі за 3 місце команда обіграла однолітків з Чилі (3:1).
В рамках кваліфікації на юнацький чемпіонат Європи 2010 року Дмитро Гречишкін зіграв 2 матчі. Він зіграв проти однолітків з Грузії (1:0) і Швеції (1:0). У підсумку Україна посіла 1 місце та потрапила в наступний елітний кваліфікаційний раунд.
У серпні 2010 року Павло Яковенко викликав Гречишкина до складу молодіжної збірної України до 21 року на Меморіал Валерія Лобановського. У півфінальному матчі Україна поступилася молодіжній збірній Ірану (2:4), а в матчі за 3 місце змогла обіграти Туреччину (2:1).
2013 року вперше викликаний головним тренером Михайлом Фоменко та дебютував у складі національної збірної України 26 березня 2013 року у матчі зі збірною Молдови, вийшовши на 90 хвилині на заміну.. В серпні того ж року зіграв і всій другий матч, відігравши останні шість хвилин товариської гри проти збірної Ізраїлю.

## Титули та досягнення
«Шахтар» Донецьк:
- Золотий призер Прем'єр-ліги чемпіонату України (1): 2012–2013
- Володар суперкубку України (1): 2013